# Рота поліції «Січ»
Рота поліції особливого призначення «Січ» — четверта рота полку поліції особливого призначення «Київ» ГУНП у місті Києві.
21 грудня 2015 року батальйон реструктуризований в 4-ту роту «Січ» полку «Київ». Командир роти «Січ» — Максим Морозов.

## Передумови
На початку червня 2014 року активіст ВО «Свобода» Ігор Степура на своїй сторінці в Facebook заявив, що партія має намір створити власний добровольчий батальйон. 12 червня про створення батальйону у складі МВС заявив член партії Олександр Аронець, додавши, що в батальйоні будуть переважно «свободівці», а також фахівці військової справи, які брали участь у миротворчій місії в Іраку. Донині більшість бійців батальйону — члени ВО «Свобода».
Однак після трагічних подій 31 серпня 2015 року під Верховною Радою України ВО «Свобода» стало заперечувати належність бійців «Січі» до партії. Підтверджують це і самі бійці батальйону та його командир. Юридичною підставою цього є вимога законодавства про припинення членства в політичних партіях осіб, що зараховуються на службу до органів внутрішніх справ.

## Створення
По узгодженню з Головою МВС Арсеном Аваковим новий спецпідрозділ було вирішено сформувати в структурі Головного управління МВС України в місті Києві, де новобранці батальйону пройшли навчання та тренування. Після проходження аттестації бійцям батальйону видали штатну легку стрілецьку зброю. 25 серпня батальйону було передано броньовану розвідувально-дозорну машину та необхідний інвентар до неї. 5 жовтня — батальйон «Січ» отримав на озброєння ще дві БРДМ.

## Участь у АТО
26 серпня 2014 року близько 100 бійців батальйону склали Присягу на вірність народу України, після чого близько 50 бійців вирушили в зону проведення АТО на сході України. Урочисті проводи відбулися на вулиці Інститутській в Києві, де взимку гинули герої Небесної сотні. оїнів
Разом з воїнами на Схід вирушило сім народних депутатів VII скликання (2012—2014) від ВО Свобода: Юрій Сиротюк, Олексій Кайда, Олег Осуховський, Олег Гелевей, Олександр Мирний, Андрій Тягнибок, Олексій Фурман. Вони по черзі супроводжували бійців під час їхнього перебування в зоні АТО.
27 вересня бійці батальйону по ротації повернулися із передової АТО до свого місця дислокації. 30 вересня після урочистої церемонії новий спецзагін батальйону виїхав на схід України.
Згідно повідомленню прес-служби батальйону, частина підрозділу знаходиться на Донеччині під Курахово, де виконує завдання по охороні дамби Курахівської ТЕС. Базовий табір батальйону розміщується у Слов'янську, де спецпризначенці охороняють спокій у місті та підтримують правопорядок.
Бойовий шлях:[джерело?]
- Слов'янськ: вересень 2014 по березень 2015
- Курахове: жовтень 2014 по жовтень 2015
- Піски: жовтень 2014 по червень 2015
- Авдіївка: березень по жовтень 2015
- Сватове: жовтень по листопад 2015
- Краматорськ: 18 грудня 2015 по теперішній час
- Авдіївка: березень 2016 по теперішній час
- Дружківка: 2017 - по 2019

## Втрати
- Цимбал Віктор Миколайович, рядовий міліції, загинув 14 листопада 2014 року.
- Малюченко Сергій Анатолійович, рядовий міліції, помер 14 травня 2015 року від отриманого на службі захворювання нирок.
- Мисла Мирослав Іванович, молодший лейтенант, загинув 2 жовтня 2016 року в бою, після переведення на службу до роти «Карпатська Січ» 93 ОМБр.
- Кренджеляк Микола Степанович, рядовий міліції, помер 21 квітня 2017 року після звільнення зі служби.
- Павлик Богдан Богданович, капітан міліції, командир роти, скоїв самогубство 4 серпня 2017 року після звільнення зі служби.
- Стаюра Володимир Іванович, доброволець, помер 26 серпня 2017 року після звільнення зі служби.
- Крищук Василь Юрійович, старший солдат, загинув у бою 18 серпня 2018 року, перебуваючи на службі в 14 ОМБр.
- Вергун Остап Михайлович, рядовий поліції, помер 17 січня 2019 року вдома після тривалої хвороби на гіпертонію.
- Кулитка Едуард Едуардович, старшина міліції, інструктор із технічного забезпечення, помер 29 серпня 2019 року після звільнення зі служби.
- Цвіла Ірина Володимирівна, загинула 25 лютого 2022 року відбиваючи танкову атаку, обороняючи Ірпінь.
- «Тенгрі», розвідник, загинув під час виконання бойового завдання в Авдіївці, що на Донеччині[16].
- Лунь Юрій Ярославович, загинув 30 жовтня 2022 року.

## Галерея

Відбуття батальйону «Січ» в зону проведення АТО, 30 вересня 2014
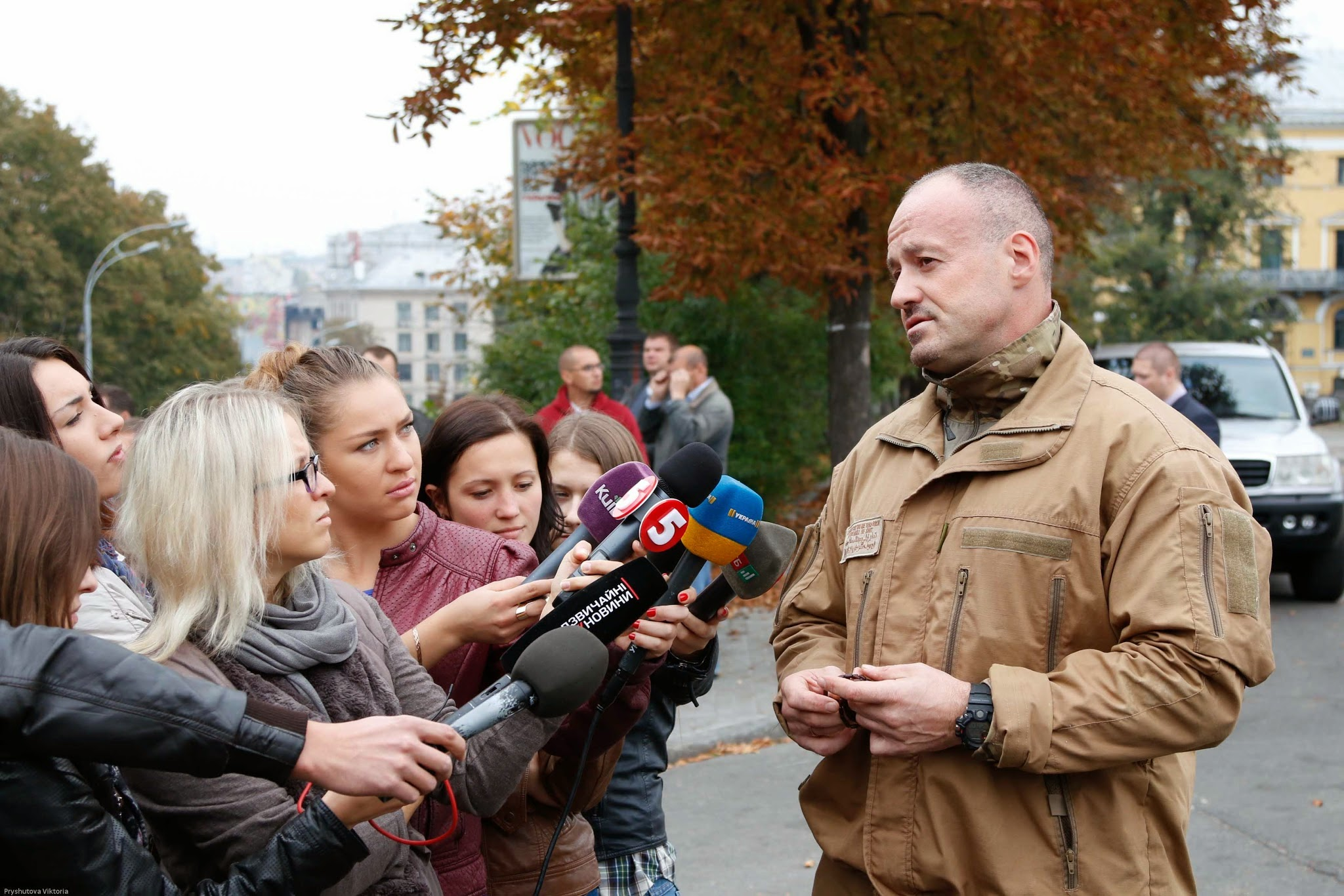
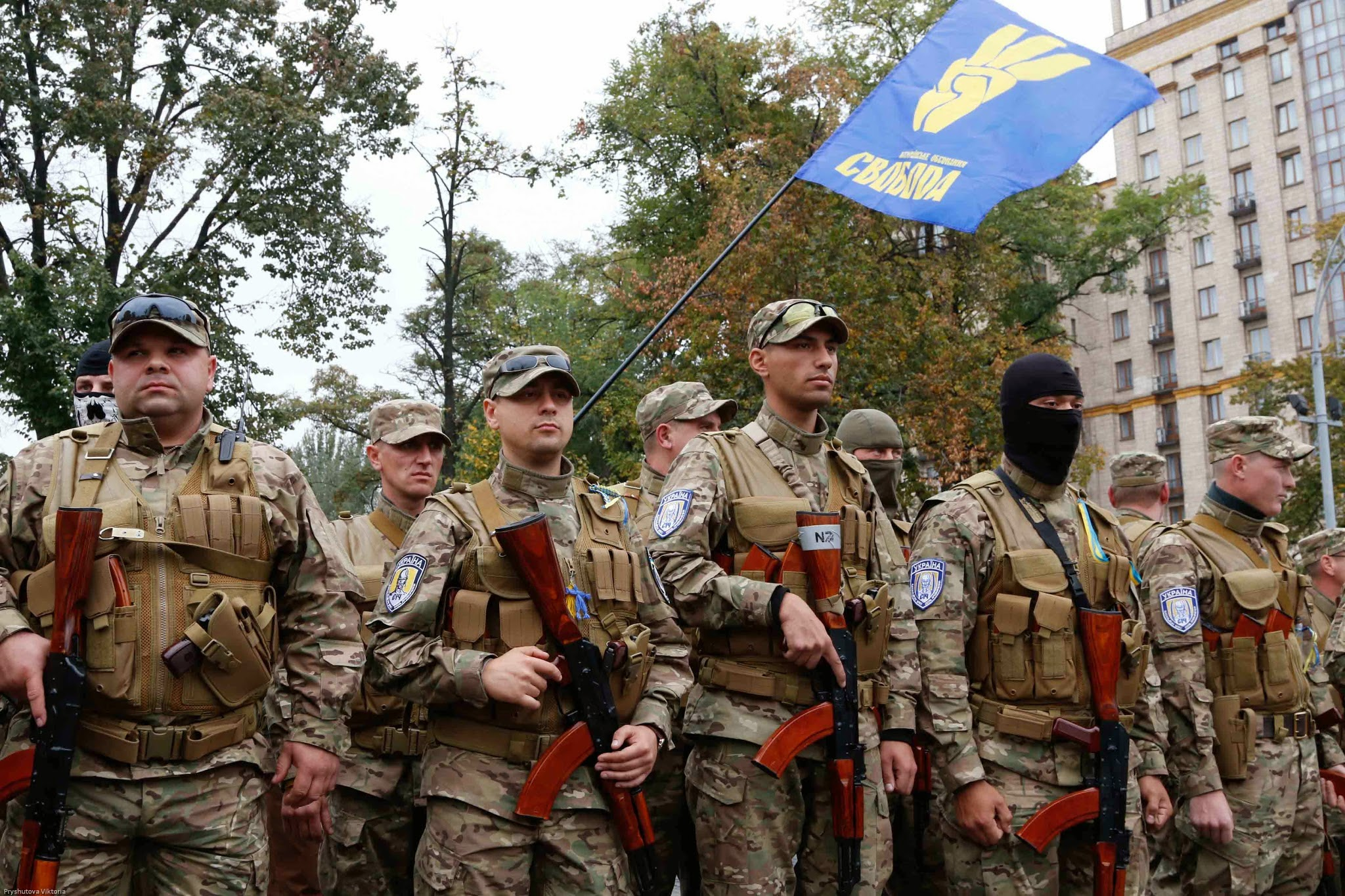
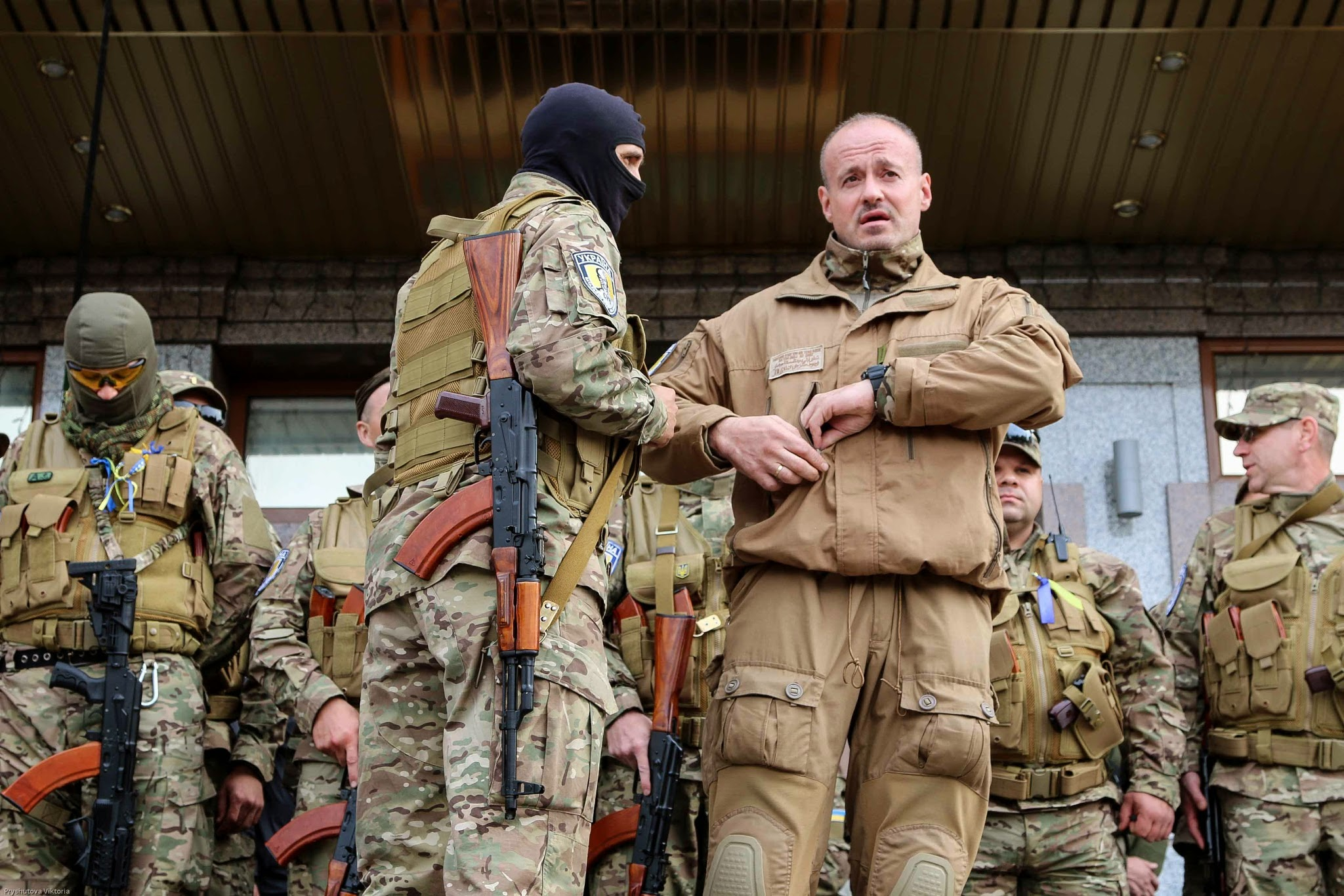
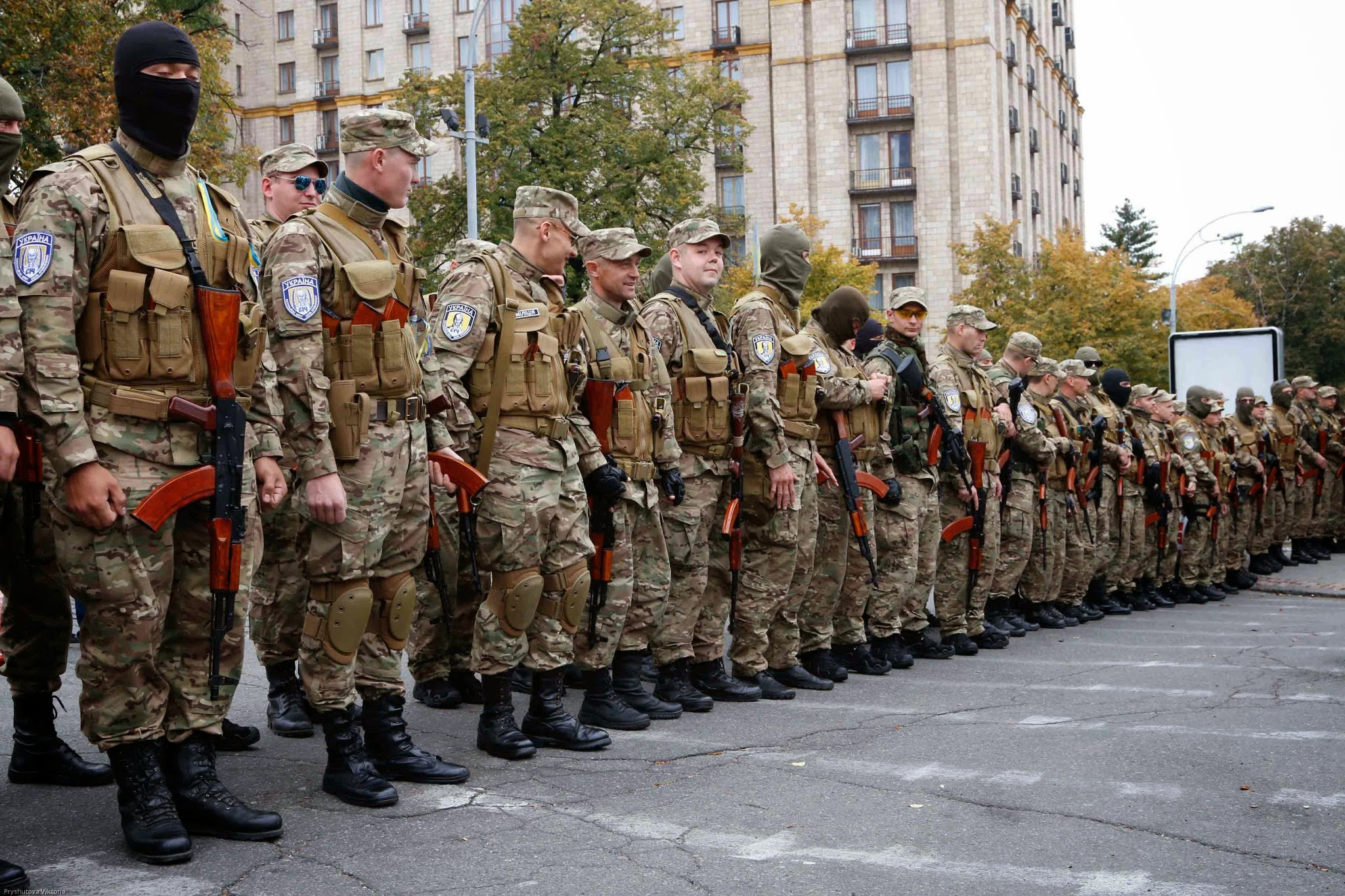
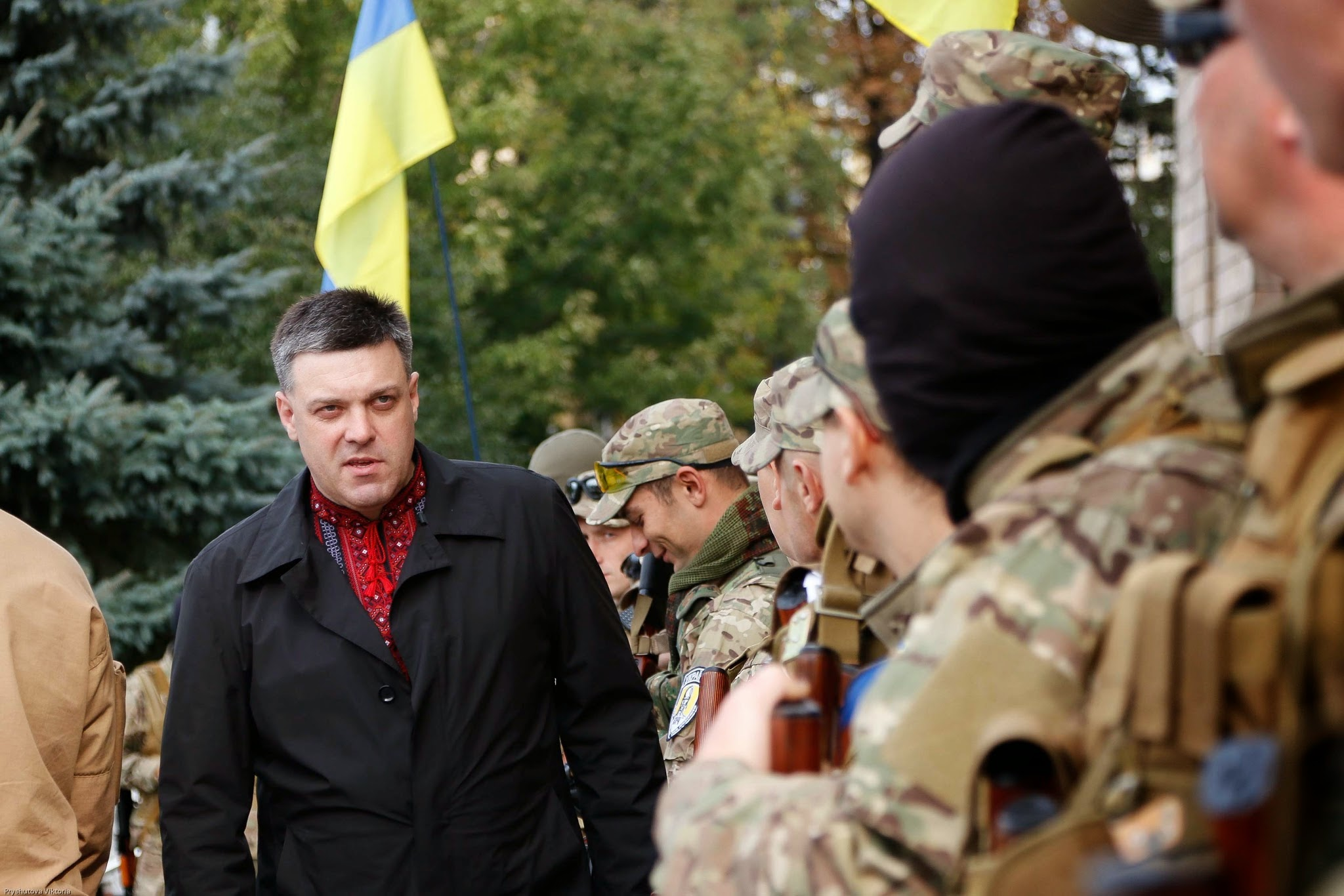
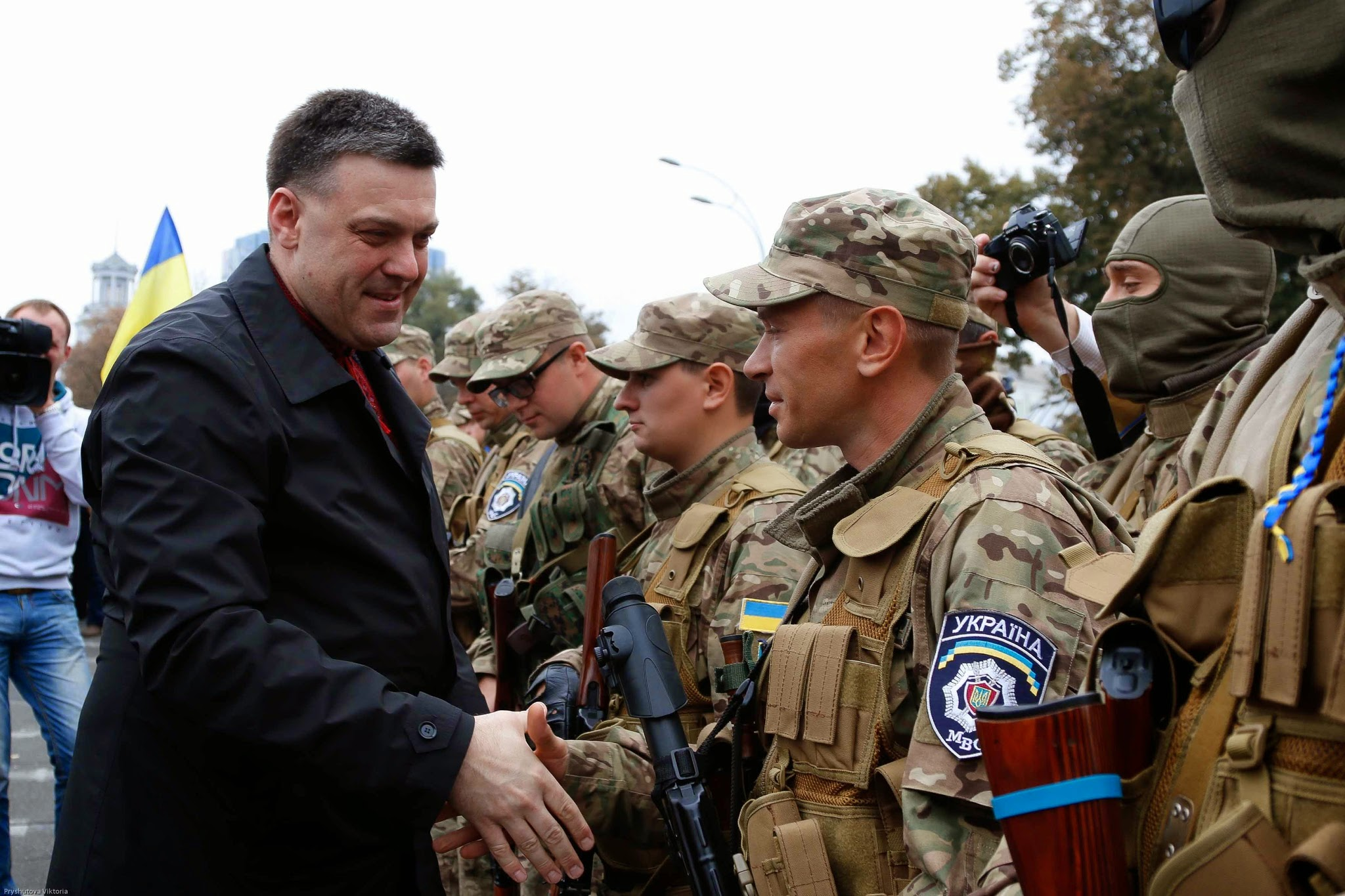
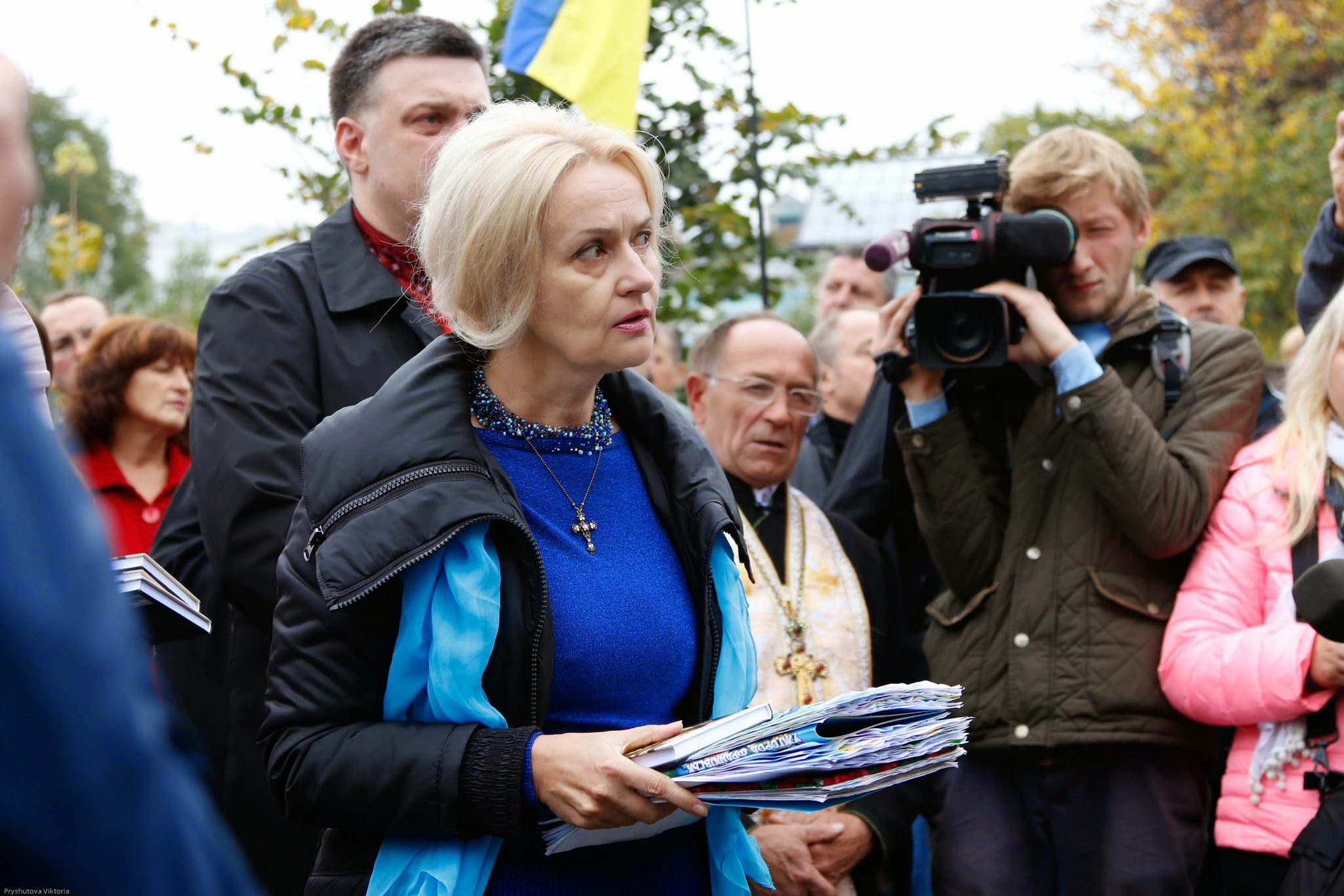
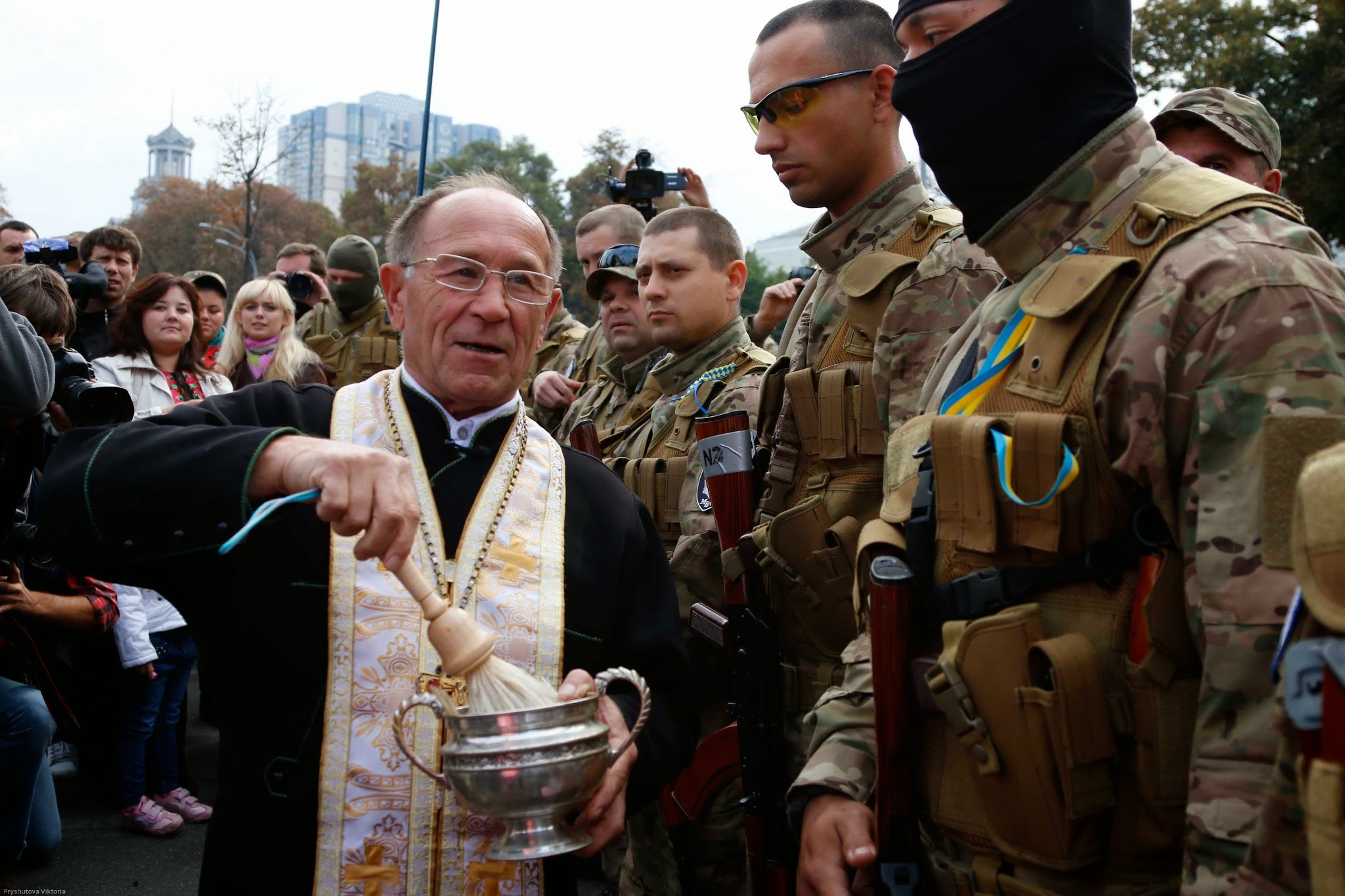
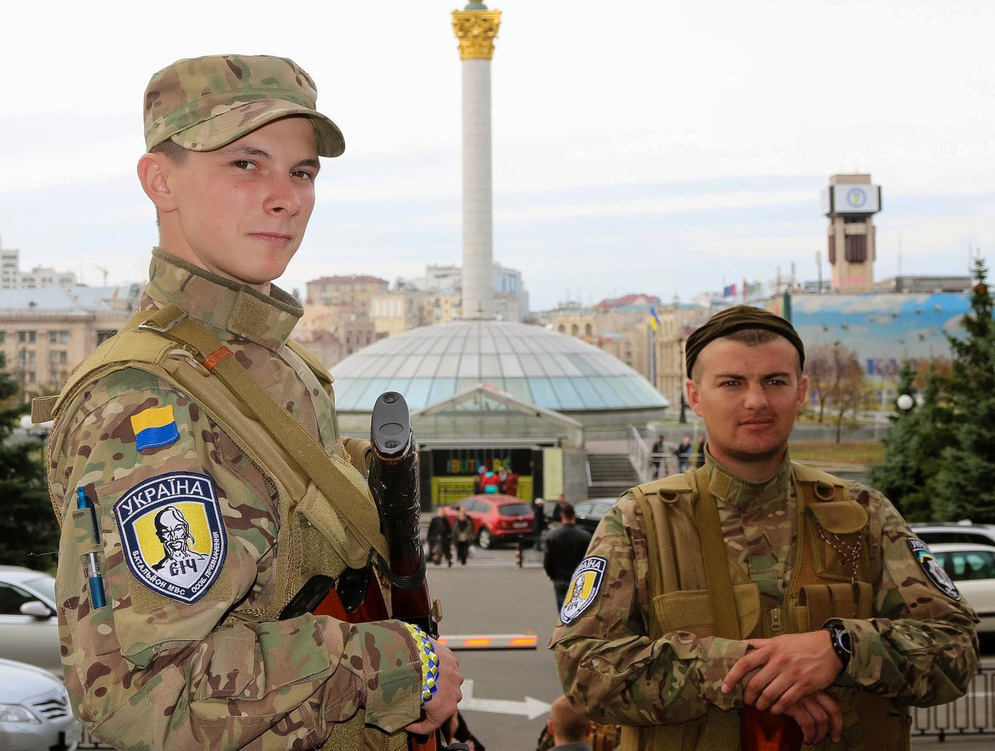